# Savo Lazarević
Savo Lazarević apodado como Batara fue un oficial militar o coronel y comandante montenegrino y yugoslavo.

## Familia
Lazarević nació en Lipovo en 1849. Su padre se llamaba Džajo. Según Ratko Parežanin, Lazarević tuvo un hijo, Ljubo.

## Primera Guerra Balcáncia y Primera Guerra Mundial
De 1912 a 1916, Lazarević fue el comandante de la gendarmería montenegrina en Metojia, cuyos miembros eran conocidos como los hombres alados (serbio: Крилаши; Krilasi) por la insignia que usaban en sus sombreros, que representaba un águila con las alas abiertas. Aquellos a quienes Lazarević disparó lo apodaron Batara, que significa 'salvo' en albanés (albanés: Batare). Según algunas fuentes, sometió a muchos albaneses de Metohija a la cristianización por la fuerza. 
Lazarević fue uno de los héroes serbios más importantes de la poesía albanesa, además de Marko Miljanov y Radomir Vešović.
Lazarević era el comandante de la Gendarmería Real de Montenegro, que formaba parte del Destacamento Čakor durante la Batalla de Mojkovac. Según algunos periódicos albaneses, la Gendarmería bajo el mando de Lazarević mató a Isa Boletini en enero de 1916.

## Segunda Guerra Mundial
Según fuentes pro-chetniks, Lazarević apoyó a los chetniks durante la Segunda Guerra Mundial. Durante el gobierno comunista de corta duración en Montenegro en 1941, Lazarević se resistió a los comunistas en su kulla en Lipovo con varios de sus familiares. El líder chetnik Draža Mihailović permaneció en Lipovo desde mediados de 1942 hasta principios de 1943. 
La casa de Lazarević fue la elección perfecta de la sede de Chetnik (en serbio: Горски Штаб; Gorski Stab) porque estaba situada en una colina que dominaba todo su entorno. Según el informe del Comandante del Destacamento Comunista Durmitor, los partisanos atacaron Gornje Lipovo y realizaron una operación de limpieza que incluyó la casa de Savo Lazarević. 
Los comunistas tenían la orden de establecer su propio cuartel general en la casa de Savo Lazarević. Las fuerzas comunistas intentaron matarlo porque concluyeron que era "reaccionario irreversible y enemigo de la Guerra Popular de Liberación". Su primer intento en marzo de 1942 no tuvo éxito. Lo consiguieron en junio de 1943. 
Savo Lazarević tenía 93 años cuando, junto con su hermano Vučeta y Gligorije Puletić de Gornje Lipovo, defendieron su casa del ataque de las fuerzas comunistas. Resistieron tres días al ataque de las fuerzas comunistas y mataron a 5 partisanos. Cuando gastaron todas sus municiones, se suicidaron con granadas de mano.